# Panderia
Panderia es un género de plantas fanerógamas con cinco especies pertenecientes a la familia Amaranthaceae.

## Taxonomía
El género fue descrito por Fisch. et Mey. y publicado en Index Seminum (St. Petersburg) 2: 46. 1835.

## Especies
| - Panderia divaricata - Panderia monticola - Panderia pilosa - Panderia pilsoa - Panderia turkestanica |